# Angela Praesent

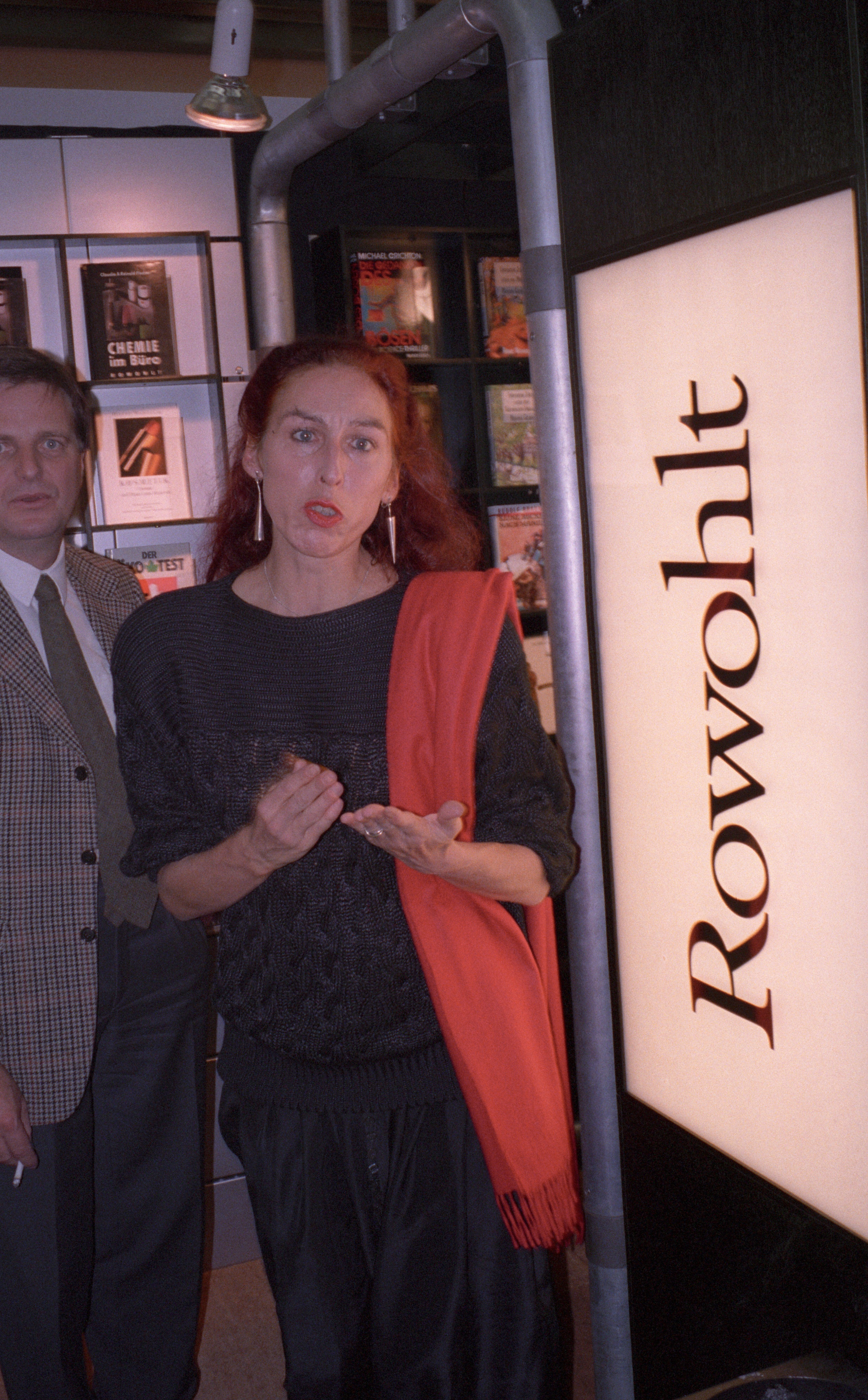
Angela Praesent auf der Frankfurter Buchmesse, 1988

Angela Praesent (* 29. März 1945 in Mannheim; † 20. Juni 2009 in Heidelberg) war eine deutsche Übersetzerin, Verlagslektorin und Schriftstellerin.

## Leben
Angela Praesent wuchs in Mannheim und Heidelberg auf. Sie studierte Germanistik und Anglistik und promovierte 1977 an der Universität Düsseldorf mit einer Arbeit über George Orwell zum Doktor der Philosophie. Anschließend übernahm sie Lehraufträge an deutschen und amerikanischen Universitäten. Sie arbeitete als Rundfunkredakteurin und Verlagslektorin und gab in den 1980er Jahren zusammen mit Gisela Krahl im Rowohlt Verlag die Reihe Neue Frau heraus. 1988 nahm sie als Autorin und von 1992 bis 1994 als Jurorin am Ingeborg-Bachmann-Wettbewerb in Klagenfurt teil. Angela Praesent lebte in Hamburg und in Cotignac (Frankreich).
Neben gelegentlichen eigenen literarischen Texten ist Angela Praesent vor allem mit Übersetzungen aus dem Englischen und Französischen hervorgetreten. 1996 erhielt sie für ihre Übersetzungen den Heinrich Maria Ledig-Rowohlt-Preis und den Paul-Celan-Preis.

## Werke
- George Orwell. Krise der Selbstverständlichkeit, Winter, Heidelberg 1978, ISBN 3-533-02739-2 / ISBN 3-533-02740-6 (Zugleich Dissertation an der Universität Düsseldorf 1977).
- Au contraire, Frankfurter Verlagsanstalt, Frankfurt am Main 1988, ISBN 3-627-10060-3.
- Sie ist nicht in Amerika, Fischer, Frankfurt am Main 1989, ISBN 3-596-10781-4 (= Fischer-Taschenbuch, Band 10781).
- Das Faxenbuch, Rowohlt, Reinbek bei Hamburg 1996, ISBN 3-499-13928-6 (Briefwechsel mit Milena Moser).

### Herausgeberschaft
- Erika Pluhar: Aus Tagebüchern, Reinbek bei Hamburg 1982
- Das Rowohlt-Lesebuch der Liebe, Reinbek bei Hamburg 1983
- Das Rowohlt-Lesebuch der neuen Frau, Reinbek bei Hamburg 1983
- Das Rowohlt-Lesebuch der Poesie, Reinbek bei Hamburg 1983
- Die Rückkehr zu den Männern, Reinbek bei Hamburg 1987

### Übersetzungen
- Louis Auchincloss: Die Manhattan-Monologe, Köln 2006
- Mary Benson: Silvester in Johannesburg, Reinbek bei Hamburg 1989
- Die Bibel – die Erzählungen des Alten und Neuen Testaments in den Meisterwerken der Malerei, Köln 2005
- Art Boericke: Handmade houses, Darmstadt 1975
- Edward Bond: Grandma Faust, Frankfurt am Main 1977
- Edward Bond: Die Schaukel, Frankfurt am Main 1977
- Edward Bond: Stein, Frankfurt 1977
- Harold Brodkey: Die flüchtige Seele, Reinbek bei Hamburg 1997
- Harold Brodkey: Gast im Universum, Reinbek bei Hamburg 1998
- Harold Brodkey: Die Geschichte meines Todes, Reinbek bei Hamburg 1996
- Harold Brodkey: Liebeserklärungen und andere letzte Worte, Reinbek bei Hamburg 2001
- Harold Brodkey: Eine nahezu klassische Story, Reinbek bei Hamburg 1996
- Harold Brodkey: Profane Freundschaft, Reinbek bei Hamburg 1994
- Harold Brodkey: Venedig, Reinbek bei Hamburg 1997
- James Buchan: Unsere gefrorenen Begierden, Köln 1999 (übersetzt gemeinsam mit Peter Torberg)
- Christina Chiu: Schwarze Schafe und andere Heilige, Köln 2002
- Eleanor Coppola: Vielleicht bin ich zu nah, Reinbek bei Hamburg 1980
- E. L. Doctorow: Billy Bathgate, Köln 1990
- E. L. Doctorow: City of God, Köln 2001
- E. L. Doctorow: Das Leben der Dichter, Reinbek bei Hamburg 1985
- E. L. Doctorow: Der Marsch, Köln 2007
- E. L. Doctorow: Ragtime, Reinbek bei Hamburg 1976
- E. L. Doctorow: Sweet land stories, Köln 2006
- E. L. Doctorow: Das Wasserwerk, Köln 1995
- E. L. Doctorow: Welt-Ausstellung, Reinbek bei Hamburg 1987
- E. L. Doctorow: Willkommen in Hard Times, Reinbek bei Hamburg 1987
- Anne Enright: Elisas Gelüste, Köln 2004
- Betty Friedan: Das hat mein Leben verändert, Reinbek bei Hamburg 1977
- Gespenster-Ladies, Reinbek bei Hamburg 1989
- Susanna Kaysen: Der Mann ohne Seele, Reinbek bei Hamburg 1988
- Pagan Kennedy: Späte Mädchen, Reinbek bei Hamburg 1997
- David Larkin: Rousseau, Darmstadt 1975
- David Larkin (Hrsg.): Drachen und Elfen, Mit biographischen Notizen von Margaret Maloney. Melzer, Darmstadt 1976, ISBN 3-7874-0144-X
- Andrea Lee: Mailänder Nächte, Köln 2006
- Andrea Lee: Vollmond über Mailand, Köln 2003
- Jane Lidderdale: Liebe Miss Weaver, Frankfurt am Main 1974 (übersetzt zusammen mit Anneliese Strauss)
- Steven Marcus: Umkehrung der Moral, Frankfurt am Main 1979 (übersetzt zusammen mit Ann Anders)
- Winsor McCay: Die sonderbaren Träume des Feinschmeckers, der immer nur Käsetoast aß, Darmstadt 1975
- Henry Miller: Jugendfreunde, Reinbek bei Hamburg 1977
- Toni Morrison: Solomons Lied, Reinbek bei Hamburg 1979
- Phạm-thị-Hoài: Die Kristallbotin, Reinbek bei Hamburg 1992
- Emma Richler: Sister Crazy, Köln 2004
- Jay Rubin: Murakami und die Melodie des Lebens, Köln 2004 (übersetzt zusammen mit Ursula Gräfe)
- Sarah Sheard: Fast eine Japanerin, Reinbek bei Hamburg 1988
- Emma Tennant: Das scharfe Blau der Luft, Frankfurt am Main 1988
- John Updike: Heirate mich!, Reinbek bei Hamburg 1978
- John Updike: Terrorist, Reinbek bei Hamburg 2006
- John Updike: Die Witwen von Eastwick, Reinbek bei Hamburg 2009
- Gustave Verbeek: Unten ist oben, Frankfurt/Main 1978
- Fay Weldon: Briefe an Alice oder Wenn du erstmals Jane Austen liest, Reinbek bei Hamburg 1987
- Dirk Wittenborn: Bongo Europa, Köln 2006
- Fred Licht: Villa Ginestra, Frankfurt 2008